# Sergi Enrich
Sergi Enrich (Ciutadella, 1990. február 26. –) spanyol labdarúgó, az SD Eibar játékosa; csatár.

## Pályafutása

### Kezdeti évei – Mallorca
Ciutadella de Menorca városában született 1990. február 26-án. A klub B csapatához 2008-ban került fel. 83 meccsen kapott lehetőséget, amelyeken harmincszor rezgette meg az ellenfelei hálóját. 2010-ben a klub akkor vezetőedzője, Gregorio Manzano felhívta a felnőtt csapathoz, és január 24-én az Espanyol elleni spanyol bajnoki mérkőzésen debütált. A Barraletsnél azonban nem tudott maradandót alkotni: mindössze 6 mérkőzésen játszott, és kétszer is kölcsönadták, előbb a Recreativo Huelvának, majd az Alcorónnak. 

### Eibar
2015. július 12-én Enrich az SD Eibar csapatához igazolt. Ebben a szezonban 11 gólt szerzett, így tizedik helyen végzett csapata, míg Enrich 15. lett a góllövőlistán.